# Villa de Cura
Villa de Cura é uma cidade venezuelana, capital do município de Zamora (Aragua).